# Panguipulli Airport
Panguipulli Airport är en flygplats i Chile.   Den ligger i provinsen Provincia de Valdivia och regionen Región de Los Ríos, i den södra delen av landet, 700 km söder om huvudstaden Santiago de Chile. Panguipulli Airport ligger 286 meter över havet.
Terrängen runt Panguipulli Airport är platt åt nordost, men åt sydväst är den kuperad. Terrängen runt Panguipulli Airport sluttar österut. Närmaste större samhälle är Panguipulli, 2,6 km nordost om Panguipulli Airport.
I omgivningarna runt Panguipulli Airport växer i huvudsak blandskog. Runt Panguipulli Airport är det glesbefolkat, med 11 invånare per kvadratkilometer.